# Rue des Dominicains (Nancy)
Pour les articles homonymes, voir Rue des Dominicains.
La rue des Dominicains, par apocope rue des Dom' (prononcé domme), est une voie de la commune de Nancy, sise au sein du département de Meurthe-et-Moselle, en région Lorraine.

## Situation et accès
La rue des Dominicains, qui est comprise dans le périmètre de la Ville-neuve et appartient administrativement au quartier Charles III - Centre Ville, va de la place Stanislas et la rue Gambetta au nord jusqu'à son carrefour avec la rue Saint-Jean, où elle est ensuite prolongée en direction du sud par la rue du Pont-Mouja. La voie croise la rue Pierre-Fourier.
Elle effectue de lien entre l'angle sud-ouest de la place Stanislas et la rue Saint-Georges, axe majeur transversal de la ville-neuve.

## Origine du nom
Le nom de « rue des Dominicains » rappelle l'ancien couvent des Frères-Prêcheurs, fondé à Nancy en 1640, par François de L'Hospital, comte du Hallier, gouverneur français de Nancy sous Louis XIII.

## Historique

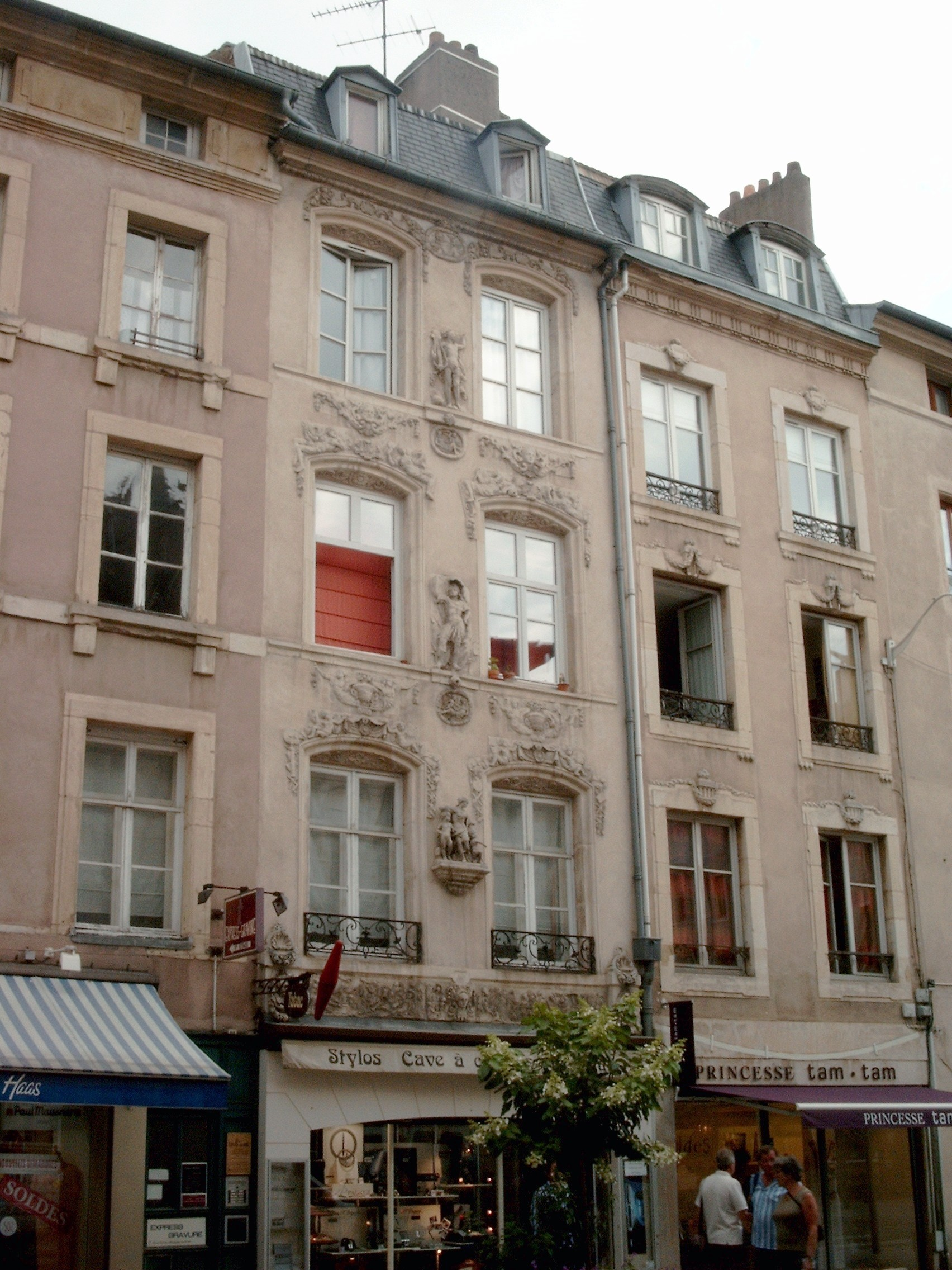
Maison des Adam

Initialement dans le prolongement de la porte sud de la vieille-ville médiévale, cette voie était l'axe principal du faubourg Saint-Nicolas qui aboutissait jusqu'à Saint-Nicolas-de-Port. Incluse dans la ville-neuve au moment de la Renaissance, elle constitue depuis l'une des artères historiques du commerce nancéien. Après avoir porté les noms de « rue Saint-Nicolas » en 1611, « rue Neuve Saint-Nicolas » en 1728, « rue des Jacobins » et « rue des Dominicains » 1754, « rue Jean-Jacques Rousseau » en 1791 elle prend sa dénomination actuelle en 1814.

## Bâtiments remarquables et lieux de mémoire

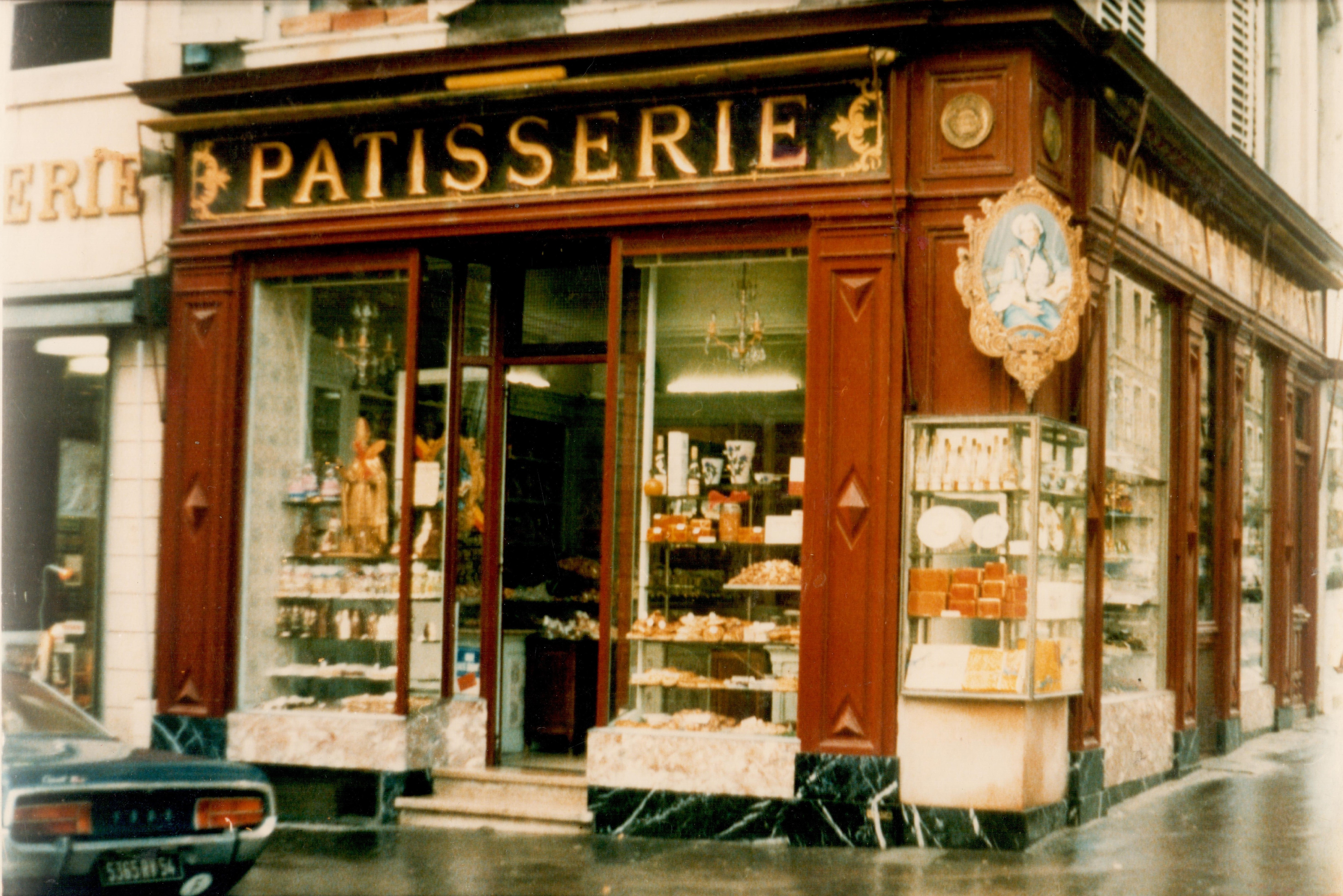
Pâtisserie Lefèvre Georges 2 rue des Dominicains à Nancy en 1980. Ancienne Pâtisserie Schwenninger.

- Pâtisserie Lefèvre Georges 2 rue des Dominicains à Nancy en 1980. Ancienne Pâtisserie Schwenninger.n°2 : ancienne pâtisserie Schwenninger[2] fondée en 1857, successivement pâtisserie Semblat, Charpentier, Pol Adam, puis Lefèvre et à l'enseigne "À Marie Lezczinska" de 1952 à 1989, depuis 1994 succursale de la cristallerie Baccarat[3]. Les enseignes de la pâtisserie en verre églomisé sont toujours en place, dissimulées par des panneaux de bois.
- no 4 : ancien magasin Goudchaux[4] : bandeau de la devanture de style Art nouveau faisant l'objet d'une inscription au titre des monuments historiques depuis 1994[5].
- no 38 : pharmacie du Ginkgo[6],[7] de style Art nouveau.
- no 45 : immeuble qui abritait l'atelier des graveurs Dominique et Yves-Dominique Collin, célèbres pour leurs vues de Nancy au XVIIIe siècle[8].
- no 57 : Maison des Adam[9], édifice objet d’un classement au titre des monuments historiques depuis 1946[10].